# Pastor-romeno-dos-cárpatos
A pastor-romeno-dos-cárpatos[a][b] (em romeno:  Ciobănesc românesc carpatin) é uma raça originária da Romênia ainda não reconhecida pela Federação Internacional de Cinologia. No entanto, em 2005, a raça recebeu uma homologação temporária do comitê avaliador. Com expectativa de vida beirando os quatorze anos, possui temperamento considerado corajoso e devotado ao dono. Historicamente, foi por séculos usado como cão de guarda em seu país de origem.